# 長谷川雪朝
長谷川 雪朝（はせがわ せっちょう、生没年不詳）とは、江戸時代の絵師。

## 来歴
師系・経歴不明。俗称は平四郎、雪舟に私淑したという。『扁額軌範』（文政2年〈1819年〉序）によれば、「正月吉祥日　長谷川平四郎雪朝圖」という落款のある「金剛力士腕角力」の扁額（絵馬）を京都の清水寺に奉納しており、これは宝永4年（1707年）の事とされている。なお『日本画家大辞典』と『原色浮世絵大百科事典』は奉納した所を「祇園社」（八坂神社）とするが、その出典としている『扁額軌範』には「清水寺」とあり誤りである。